# Sittafordska misterija
Sittafordska misterija (izdan 1931.) je kriminalistički roman Agathe Christie, poznat i kao Ubojstvo u Hazelmooreu.

## Radnja
U udaljenoj kući u srcu Dartmoora, šestero ljudi okupljenih oko malog okruglog stola pristupilo je spiritualističkoj seansi. Tenzija raste... kada se pojavljuje poruka: 'Kapetan Trevelyan... mrtav... ubijen...' Je li to crna magija ili samo nečija neslana šala? Jedini način da se sazna je da se pronađe Kapetan Trevelyan. Na nesreću, njegov dom je šest milja udaljen... snježne lavine su blokirale put do njegove kuce... Neko od šestero ljudi treba krenuti na put...
Kapetanov dugogodišnji prijatelj Bojnik Barnaby unatoč mećavi se odlučuje uputiti prema Trevelyanovoj kući. Po dolasku u kuću nalazi njegovo beživotno tijelo na podu.